# Sognami
Sognami è un singolo del cantautore italiano Biagio Antonacci, estratto dall'album Vicky Love e pubblicato il 25 maggio 2007.

## La canzone
Il singolo è stato ricantato nel 2009 da Biagio Antonacci è inserito anche nell'album successivo, cioè "Il cielo ha una porta sola". Il brano di forte ispirazione tzigana, vede la partecipazione del gruppo dei Martirani Gipsy Swing, mentre la voce femminile che canta la parte francese è di Dafnè Lupi.

## Video musicale
Realizzato da Gaetano Morbioli, il videoclip vede protagonista l'attrice Luisa Ranieri. La donna, insieme ad un gruppo di amiche si trovano a danzare in un campo nelle vicinanze di un luna park. Antonacci esegue il brano in scena, seppure non visto come se si trattasse di un fantasma, cantando il proprio amore accoratamente alla Ranieri. Alcune scene del video sono state girate nella campagna antistante La Torre di San Martino della Battaglia (BS), visibile sullo sfondo.

## Classifiche
| Classifica (2007) | Posizione massima |
| ----------------- | ----------------- |
| Italia            | 3                 |

## Curiosità
Nel video musicale appare un pupazzo de il Rospo, antagonista principale del film d'animazione Giù per il tubo.

## Versione del 2023
L'11 febbraio 2023 è stata pubblicata una nuova versione del singolo realizzata con la partecipazione vocale del cantante Tananai e del DJ producer Don Joe, estratta come terzo singolo dal sedicesimo album in studio L'inizio.

### Descrizione
Il brano è stato presentato per la prima volta durante la gara delle cover al Festival di Sanremo 2023.

### Tracce
1. Sognami (feat. Tananai e Don Joe) – 2:57